# Bundesstraße 105
Die Bundesstraße 105 (Abkürzung: B 105) ist eine Bundesstraße in Deutschland. Sie beginnt in Greifswald und endet in Selmsdorf an der B 104. Die B 105 verläuft an mehreren Stellen auf der Trasse der Nordostdeutschen Hanse-Route, einer Ferienstraße, die ihrerseits weitgehend den Verlauf der historischen Hansischen Ostseestraße nachvollzieht.

## Geschichte

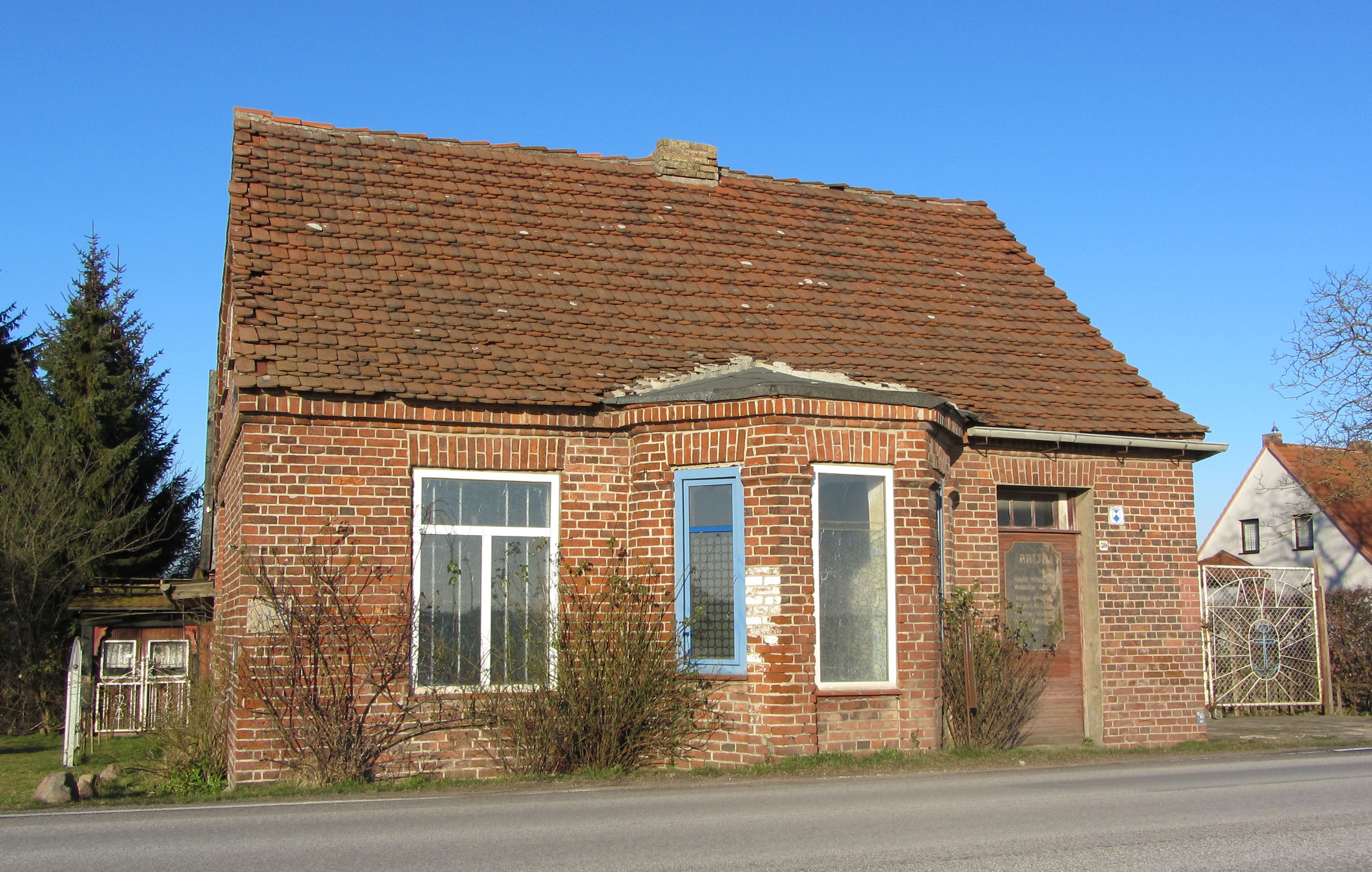
Chausseehaus in Mallentin

Der Abschnitt zwischen Rostock und Ribnitz wurde 1842 fertiggestellt, das Teilstück von Lübeck über Grevesmühlen nach Wismar im Jahre 1847. Auf diesem Abschnitt finden sich noch zwei historische Chausseehäuser, das Chausseehaus in Mallentin steht unter Denkmalschutz. Die B 105 ist Teil der ehemaligen Transitstrecke von Lübeck zum Fährhafen Sassnitz.
Um der steigenden Verkehrsdichte gerecht zu werden, ist der Abschnitt zwischen Rostock und Stralsund in den 1970er Jahren ausgebaut worden. Hierbei wurden neben dem grundhaften Ausbau im größten Teil der Querschnitt und Kurvenradien vergrößert, dem vor allem die Alleebäume zum Opfer fielen. Heute findet man nur noch im Abschnitt zwischen Mönchhagen und Altheide auf der südlichen Seite Straßenbäume.
Bis zur Fertigstellung der A 20 waren vor allem die Abschnitte vor Rostock, Stralsund und um Ribnitz-Damgarten stauträchtig.
Im Zusammenhang mit dem Umbau der Autobahnanschlussstelle Rostock-Ost (A 19) in den 1990er Jahren und dem Neubau des Hansecenters wurde die B 105 auf die neugebaute Ortsumgehung Bentwisch verlegt.
Am 14. Juni 2002 lag der Planfeststellungsbeschluss für die Ortsumgehung Ribnitz vor und wurde nach der vierwöchigen öffentlichen Auslegung in Ribnitz-Damgarten rechtskräftig. Am 2. November 2004 erfolgte die Verkehrsfreigabe für den rund 5,8 Kilometer langen und etwa 25 Millionen Euro teuren Neubau.
Das ehemalige Teilstück der B 96 zwischen Brandshagen (bei Stralsund) und der Ortsumgehung Greifswald gehört seit 2006 zur B 105, die hier jetzt in die von der A 20 kommende B 109 kreuzungsfrei übergeht.
Mit der Fertigstellung der A 20 sind Abschnitte der B 105 im Raum Wismar und Rostock herabgestuft worden, so dass die B 105 in diesen Bereichen unterbrochen ist.
Der letzte zweistreifige Bauabschnitt der Ortsumgehung Stralsund im Zuge der B 105 wurde am 1. September 2009 dem Verkehr übergeben. Er ist 3,6 Kilometer lang, die Kosten betragen rund 13,3 Millionen Euro. Der erste, vierstreifige Bauabschnitt mit 1,9 Kilometern Länge und Kosten in Höhe von 11,6 Millionen Euro ist bereits seit Juli 2004 unter Verkehr. Der gesamte Bauabschnitt ist zu 65 Prozent aus Fördermitteln des Europäischen Fonds für regionale Entwicklung finanziert. Mit der Verkehrsfreigabe ist die Neustrukturierung des Bundesfernstraßennetzes auf dem Festland der Region Stralsund weitestgehend abgeschlossen, so dass die Innenstadt Stralsund nun vollständig umfahren werden kann. Für die Ortsumgehung Stralsund sind dabei Gesamtkosten von 134 Millionen Euro entstanden.

## Geplanter Ausbau
Im Bundesverkehrswegeplan ist ein Neubau der Trasse östlich von Rostock geplant. Wesentliches Projektziel ist eine Verbesserung der Verbindung des Oberzentrums Rostock mit dem Mittelzentrum Ribnitz-Damgarten sowie dem Oberzentrum Stralsund. Darüber hinaus ist über diese Verbindung auch eine Anbindung der touristischen Gebiete an der Ostseeküste im Zuge der Halbinselkette Fischland-Darß-Zingst an die A 19 und damit an das Autobahnnetz gegeben. Weitere bedeutende Ziele des Projekts sind:
- Lärm- und Luftschadstoffimmissionsminderung in den Ortsdurchfahrten
- Erhöhung der Verkehrssicherheit durch Trennung der Verkehrsarten in den Ortsdurchfahrten
- Verflüssigung und Beschleunigung des durchgehenden Verkehrs durch eine Entflechtung des Durchgangsverkehrs vom regionalen und lokalen Quell- und Zielverkehr
In den beiden Ortsdurchfahrten Mönchhagen und Rövershagen sowie dem dazwischenliegenden Bereich ist eine leistungsfähige Verkehrsverbindung aufgrund des angebauten Querschnitts und der nicht leistungsfähigen und nicht ausbaufähigen Knotenpunkte sowie des schienengleichen Bahnübergangs in Rövershagen derzeit nicht gegeben.
Im Bereich Bentwisch soll die neue 3-streifige Trasse mit wechselseitiger Überholmöglichkeit beginnen und östlich von Rövershagen in der Bestandstrasse enden. Die alte Trasse kann die tägliche Verkehrsmenge von fast 20.000 Fahrzeugen pro Tag u. a. durch das Karls Erlebnis-Dorf Rövershagen nicht mehr aufnehmen und ist sehr stauanfällig.
Das Nutzen-Kosten-Verhältnis erreicht nach Angaben des Bundesverkehrswegeplans 2030 einen Wert von über 6.

## Bilder

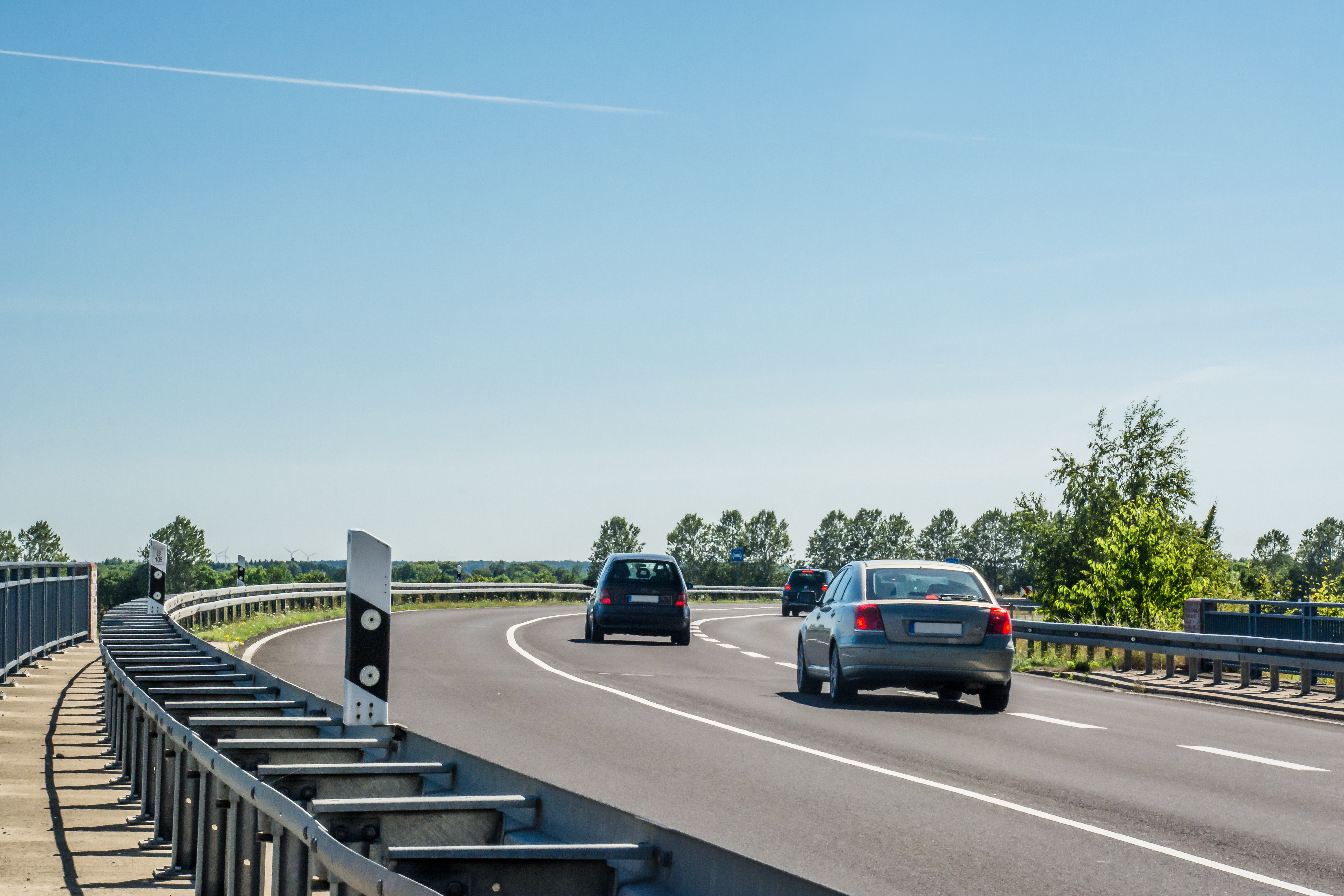
Streckenabschnitt als Kraftfahrstraße in Richtung Greifswald / Zentrum.
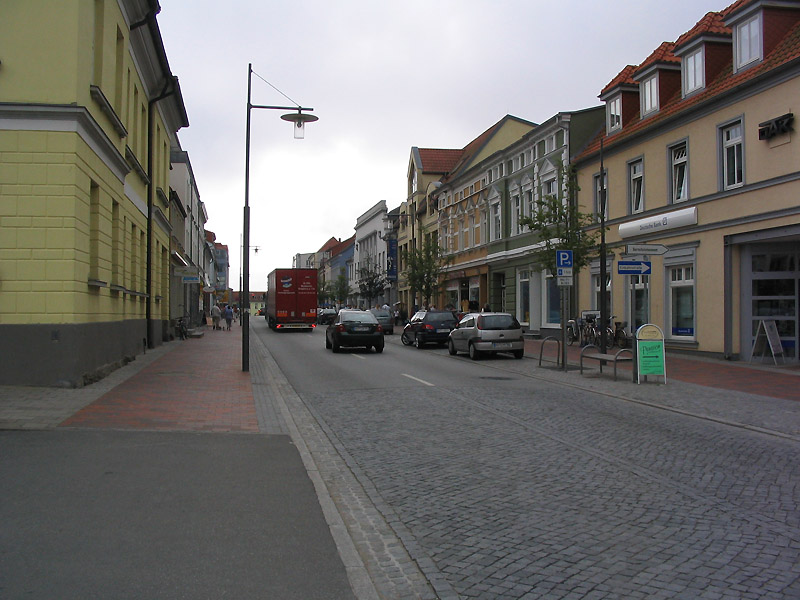
Ehemaliger Verlauf der B 105 in Ribnitz-Damgarten
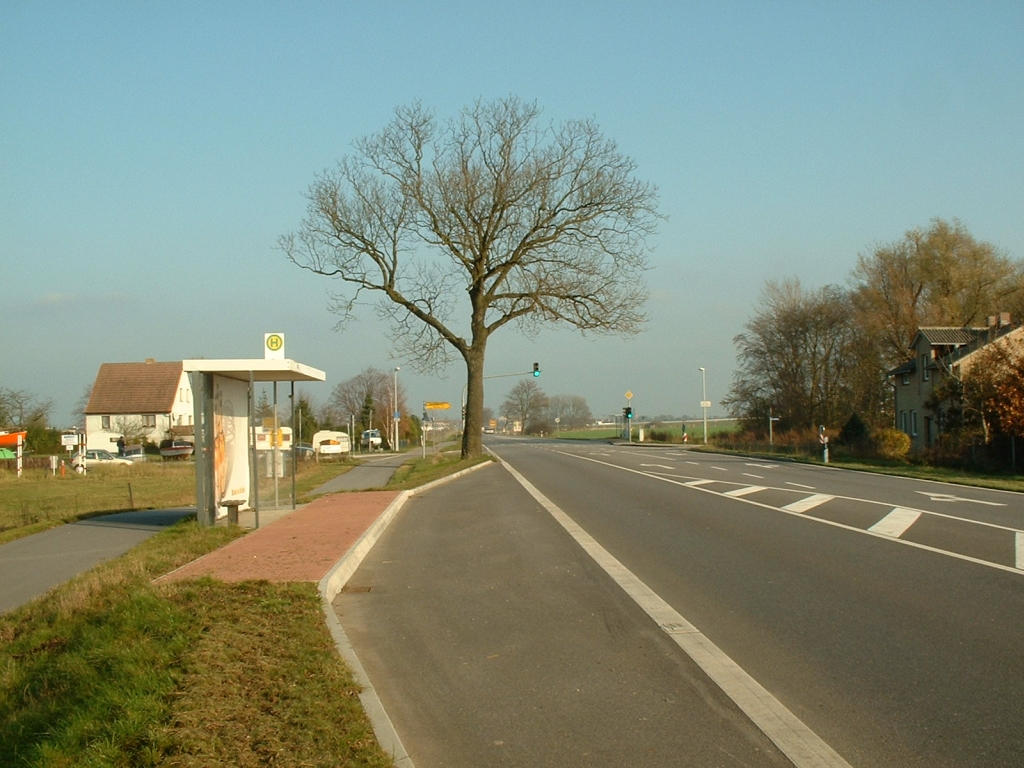
B 105 in Borg (Ribnitz-Damgarten)
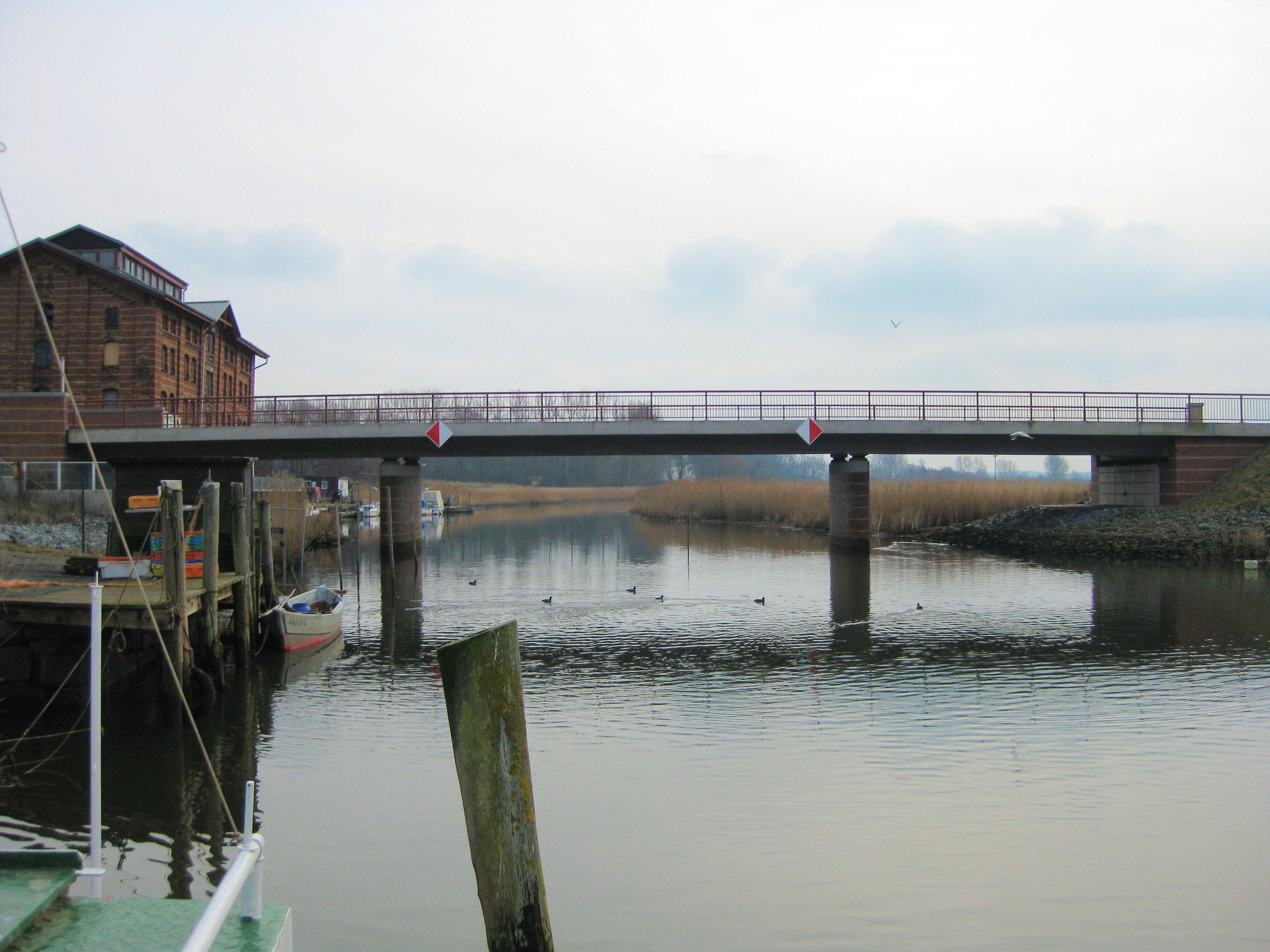
Brücke über die Stepenitz bei Dassow